# Fátima Ramos
Fátima Ramos Gonzales (ur. 1 listopada 1990) – salwadorska zapaśniczka walcząca w stylu wolnym. Zajęła trzynaste miejsce na mistrzostwach panamerykańskich w 2013. Złota medalistka igrzysk Ameryki Środkowej w 2010 i 2017, a srebrna w 2013 roku.